# Del Mar (Californie)
Pour les articles homonymes, voir Del Mar.
Del Mar est une ville américaine du comté de San Diego, en Californie. C'est une station balnéaire appréciée, située au bord de l'océan Pacifique. Sa population était de 3954 habitants au recensement de 2020, en léger déclin au cours des dix dernières années.

## Démographie
| 1960  | 1970  | 1980  | 1990  | 2000  | 2010  |
| ----- | ----- | ----- | ----- | ----- | ----- |
| 3 124 | 3 956 | 5 017 | 4 860 | 4 389 | 4 161 |